# 島村利正
島村 利正（しまむら としまさ、1912年3月25日 - 1981年11月25日）は、日本の小説家。
長野県上伊那郡高遠町（現伊那市）に商家の長男として生まれる。家業を継ぐのを嫌がり、1926年、高遠実業補習学校（現・長野県高遠高等学校）を中退。家出して奈良の古美術写真出版社飛鳥園へ行き、小川晴暘の薫陶を受け、志賀直哉、武者小路実篤、瀧井孝作の知遇を得る。1931年、正則英語学校卒業。
1941年に『高麗人』で、1943年に『暁雲』で芥川賞候補となる。戦時中から撚糸工業会社に勤務し、1955年、会社を設立し代表取締役となるが、1962年、倒産し、以後、作家業に専念。若い頃から釣りを好む。1975年刊行の『青い沼』で平林たい子文学賞、1979年刊行の『妙高の秋』で、翌年に読売文学賞受賞。没後二十年の2001年、全四巻の『島村利正全集』が未知谷から刊行される。

## 著作
- 高麗人 人文書院 1941
- 残菊抄 三笠書房 1957
- 碧水館残照 講談社 1972
- 奈良登大路町 新潮社 1972
- 青い沼 新潮社 1975
- 秩父愁色 新潮社 1977
- 桐の花 日本経済新聞社 1978
- 妙高の秋 中央公論社 1979
- 奈良飛鳥園 新潮社 1980
- 霧のなかの声 新潮社 1982
- 清流譜 中央公論社 1982
- 多摩川断想 花曜社 1983
- 島村利正全集 全4巻 未知谷 2001
- 奈良登大路町・妙高の秋 講談社文芸文庫 2004